# Africa (Rose-Laurens-Lied)
Africa, auch Africa (Voodoo Master), ist ein Lied der französischen Sängerin Rose Laurens. Es erschien zuerst 1982 in Frankreich und erreichte in mehreren Ländern Top-Positionen in den Charts.

## Entstehung und Veröffentlichung
Der Song wurde ursprünglich von Jean-Michel Bériat und Jean-Pierre Goussaud geschrieben und von Goussaud produziert. Er erschien zunächst 1982 in Frankreich auf dem Label Flarenasch unter dem Titel Africa. Im März 1983 erschien dann eine englischsprachige Fassung mit dem Titel Africa (Voodoo Master), die auch international zum Hit avancierte. Hier war auch zusätzlich Pascal Stive am Songwriting beteiligt. Zudem erschien er auf dem Album Déraisonnable.
1994 erschien ein Remix mit dem Titel Africa (Remix ’94).

## Rezeption

### Charts und Chartplatzierungen
Africa beziehungsweise Africa (Voodoo Master) erreichte in Deutschland Rang drei der Singlecharts und platzierte sich elf Wochen in den Top 10 sowie 23 Wochen in den Charts. In Österreich erreichte die Single die Chartspitze und hielt sich einen halben Monat an ebendieser sowie drei Monate in den Top 10 und vier Monate in den Charts. In der Schweizer Hitparade erreichte Africa (Voodoo Master) mit Rang zwei seine höchste Chartnotierung und musste sich lediglich Flashdance … What a Feeling von Irene Cara geschlagen geben. Die Single platzierte sich acht Wochen in den Top 10 und zehn Wochen insgesamt in den Charts. In ihrer Heimat avancierte das Stück ebenfalls zum Nummer-eins-Hit. Darüber hinaus erreichte die Single mit Rang zwei auch die Top 10 in Norwegen. 1983 belegte das Stück Rang 14 der deutschen Single-Jahrescharts sowie Rang sieben in Österreich und Rang 18 in der Schweiz.
Für Laurens war es der erste Charterfolg in allen deutschsprachigen Ländern. In Österreich und der Schweiz blieb es beim einzigen Charterfolg, in Deutschland erreichte sie nochmals mit Mamy Yoko Rang 37 der Singlecharts im Jahr 1983.
Am 15. August 1983 stellte sie den Song in der von Frank Zander moderierten ZDF-Sendung "Vorsicht Musik !" vor.
| ChartsChartplatzierungen | Höchstplatzierung | Wochen |
| ------------------------ | ----------------- | ------ |
| Deutschland (GfK)        | 3 (23 Wo.)        | 23     |
| Frankreich (SNEP)        | 1 (… Wo.)         | …      |
| Österreich (Ö3)          | 1 (16 Wo.)        | 16     |
| Schweiz (IFPI)           | 2 (10 Wo.)        | 10     |

| ChartsJahrescharts (1983) | Platzierung |
| ------------------------- | ----------- |
| Deutschland (GfK)         | 14          |
| Österreich (Ö3)           | 7           |
| Schweiz (IFPI)            | 18          |

### Auszeichnungen für Musikverkäufe
| Land/Region        | Auszeichnungen für Musikverkäufe (Land/Region, Auszeichnung, Verkäufe) | Verkäufe  |
| ------------------ | ---------------------------------------------------------------------- | --------- |
| Deutschland (BVMI) | Gold                                                                   | 250.000   |
| Frankreich (SNEP)  | Platin                                                                 | 1.000.000 |
| Insgesamt          | 1× Gold · 1× Platin ·                                                  | 1.250.000 |

## Coverversionen
Ingrid Peters veröffentlichte im Juli 1983 die bei internationalen Hits damals übliche deutschsprachige Coverversion mit dem Titel Afrika. Der deutsche Text stammt von Werner Schüler, der die Version auch produzierte. Sie erreichte Platz 41 in Deutschland und war zehn Wochen in den Charts platziert. In der ZDF-Hitparade wurde Afrika am 17. Oktober 1983 per TED auf Platz eins gewählt; Peters sang den Song daher in der darauffolgenden Sendung am 21. November 1983 erneut. Am 21. Januar 1984 folgte zudem ein Auftritt in der Sondersendung Die Superhitparade – Hits des Jahres ’83. Weitere Versionen stammen von Powerzone, Julien Doré avec Dick Rivers und The Nightflyer.